# Стадион Технички центар Рејмонд Е. Гишард
Стадион Технички центар Рејмонд Е. Гишард (енгл. Raymond E. Guishard Technical Centre је фудбалско игралиште на Поп хилу, Вали, Ангвила.
Стадион има капацитет за 1.100.
У 2015. је био домаћин Групе 1 у првенству за дечаке Карипске фудбалске уније 2015. У-15, а 2016. године, место је било домаћин утакмице сениорске фудбалске репрезентације Ангвиле против Порторика у квалификационој кампањи за Куп Кариба 2017.